# Galeotto IV Pico della Mirandola
Galeotto IV Pico della Mirandola (em italiano:  Galleotto IV Pico della Mirandola; 1603 – 9 de junho de 1637) foi um nobre italiano, membro da família Pico, Príncipe herdeiro  Duque de Mirandola e Marquês de Concordia.

## Biografia
Galeotto IV era filho natural de Alexandre I Pico della Mirandola, Duque de Mirandola e Marquês de Concordia, e de sua amante, a nobre de Ferrara Leonor Segni (ou Signa).
Como o duque Alexandre I apenas tivera quatro filhas do seu casamento com Laura d'Este, empreendeu junto do imperador a legitimação do seu filho bastardo com vista a assegurar a sucessão agnática nos seus estados.
No entanto Galeotto IV viria a falecer alguns meses antes do pai pelo que não chegou a suceder-lhe na chefia dos estados. Foi o filho de Galeoto IV, Alexandre II, que sucedeu ao avô como soberano do Ducado de Mirandola.
Galeotto IV foi também o pai de Brígida Pico que foi regente do Ducado de Mirandola durante a menoridade do neto e sucessor de Alexandre II, o jovem Francisco Maria II Pico della Mirandola.

## Casamento e descendência
Em 1626, na cidade de Massa, Galeotto IV casou com Maria Cybo-Malaspina (1609-1652), filha de Carlos I Cybo-Malaspina, Duque de Massa e Príncipe de Carrara. Deste casamento nasceram sete filhos:
1. Renata Francisca (Renea Francesca) (1627-1703), freira Clarisse;
2. Virgínia Brígida (1630-1703), freira Beneditina;
3. Alexandre II (Alessandro II) (1631-1691) que veio a suceder ao avô paterno como Duque de Mirandola e Marquês de Concordia;
4. Brígida (Brigida)  (1633-1720), Regente do Ducado de Mirandola (1691-1705);
5. João (Giovanni) (1634-1660), Jesuita;
6. Fúlvia (Fulvia) (1635-1681), freira Beneditina;
7. Catarina (Caterina) (1636-1650).